# مقاطعة شول
مقاطعة شول هي مقاطعة في منطقة سنجان ذاتية الحكم لقومية الأويغور وتحت إدارة ولاية كاشغر. تقع إلى الجنوب من مدينة كاشغر. في العصور القديمة كانت موطن لحضارة مملكة شول.  